# Segunda División del Congo
La Segunda División del Congo también conocida como Championnat National MTN Ligue 2, es la segunda categoría del fútbol de la República del Congo, se disputa desde 2013 y es organizada por la Federación Congoleña de Fútbol. Pertenece a la Confederación Africana de Fútbol.

## Historia
Original se fundó en 1979 en formato de Ligas Regionales del Congo. Con el paso de los tiempos la Federación Congoleña de Fútbol fundó la Segunda División para dividir en 2 grupos.

## Formato
Actualmente la liga consta de 10 equipos, que juegan en sistema de eliminación directa, el campeón asciende a Primera División del Congo y el subcampeón jugará el play-off de ascenso contra el penúltimo de la máxima categoría.

## Equipos temporada 2021

### Zona 1 (Brazzaville)
- AC Maracana
- Aigles Sport
- Ajax Ouenzé
- AS Elbo
- AS Juk
- AS Penarol
- AS Vegas
- AS BNG
- CESD Djiri
- Étoile du Talas
- FC Flamengo
- FC Racine
- JS Poto-Poto
- OC Brazzaville
- Racing Club Oualembo
- Réal Impact
- Red Stars Brazzaville
- Saint Michel d'Ouenzé
- Tongo FC
- Yaba Sport

### Zona 2 (Pointe-Noire)
- Beni Sports
- Fleur du Ciel
- Munisport Pointe-Noire
- Pelerin FC
- RCO Brazzaville
- Saint Michel de Mandigou

## Palmarés

### Campeones en zonas
| Temporada | Brazzaville    | Pointe-Noire      |
| --------- | -------------- | ----------------- |
| 2013      | Ajax Ouenzé    | Vita Club Mokanda |
| 2014      | JS Poto-Poto   | Pigeon Vert       |
| 2015      | AS Kimbonguéla | Jeunes Faves      |
| 2016      | AS Otôho       | FC Nathaly's      |

### Campeón general
| Temporada | Campeón                 | Subcampeón             |
| --------- | ----------------------- | ---------------------- |
| 2017      | Vita Club Mokanda       |                        |
| 2018      | Torneo no disputado     | Torneo no disputado    |
| 2018-19   | Racing Club Brazzaville | FC Flamengo            |
| 2019-20   | FC Nathaly's            | JS Poto-Poto           |
| 2021      | AS BNG                  | Munisport Pointe-Noire |

## Títulos por club
| Club                    | Ciudad       | Campeón | Años campeón |
| ----------------------- | ------------ | ------- | ------------ |
| Vita Club Mokanda       | Pointe-Noire | 2       | 2013, 2017   |
| FC Nathaly's            | Pointe-Noire | 2       | 2016, 2020   |
| Ajax Ouenzé             | Brazzaville  | 1       | 2013         |
| JS Poto-Poto            | Brazzaville  | 1       | 2014         |
| Pigeon Vert             | Pointe-Noire | 1       | 2014         |
| AS Kimbonguéla          | Brazzaville  | 1       | 2015         |
| Jeunes Faves            | Pointe-Noire | 1       | 2015         |
| AS Otôho                | Brazzaville  | 1       | 2016         |
| Racing Club Brazzaville | Brazzaville  | 1       | 2018         |
| AS BNG                  | Brazzaville  | 1       | 2021         |